# Leo Ekberg
Leo Aleksander Ekberg, född 20 juli 1894 i Tammerfors, död 1 oktober 1966 i Helsingfors, var en finländsk jägargeneralmajor. Han deltog i första världskriget, finska inbördeskriget, vinterkriget och fortsättningskriget. Han var också mångårig lärare för arméns räkning på flera orter i Finland.

## Biografi
Ekberg var son till verkställande direktören Gustaf Alexander Ekberg och Matilda Charlotta Liljeberg. Han tog studenten vid Tammerfors svenska samskola 1913 och var skriven vid Nylands nation. Han studerade till maskiningenjör vid tekniska högskolan 1913–1915 och skrevs in vid krigshögskolans befälskola 1925. Han företog en studieresa inom kurirtjänst till Danmark 1923 och till Frankrike 1924–1925.
Som många andra blivande finska jägarsoldater begav sig Ekberg till Tyskland, där han tog värvning vid 27. jägarbataljonen. Han förflyttades till 1. kompaniet i Lockstedt Lager den 7 januari 1916. Under första världskriget stred han vid tyska östfronten vid floderna Misse och Aa. Mellan den 17 april och 20 juni 1917 bevistade Ekberg en kurirkurs i Liepāja och deltog samma år vid artillerikursen i Palanga. Den 31 oktober 1917 bevistade han en radiokurs i Liepāja och bevistade en radiokurs i Berlin mellan den 9 och 16 september. Den 12 november 1917 förflyttades Ekberg och de finska jägarsoldaterna med en ubåt av modell U-57 till Lovisa, dit de ankom den 17 november.
I Finland var Ekberg verksam med militär radioteknik och utbildades vid Helsingfors skyddskår. Den 16 april 1918 utnämndes han till utbildningsofficer vid 3. bataljonen vid Helsingfors jägarbrigads 2. regemente samt utnämndes den 11 maj 1918 till befälhavare för brigadens maskingevärskompani. Efter inbördeskriget utsågs Ekberg den 30 juli 1918 till byråofficer vid generalstaben och var befälhavare för 2. divisionens informationskompani mellan den 15 april och 15 juli 1919. Därefter utnämndes han den 15 december 1920 till assisterande officer vid informationstruppernas generalstab och blev informationsbataljonens andre kommendant den 25 september 1930. Han blev assisterande kontrollör vid generalstaben den 1 januari 1934 och blev chef för försvarsministeriets tekniska avdelning den 1 januari 1938. Dessemellan var han befälhavare för Riihimäkis garnison 1928–1933.
Under vinter- och fortsättningskrigen var Ekberg informationsofficer vid högkvarteret. Under den tiden inträffade en händelse, då statsminister Edwin Linkomies uppmanade sina ministrar att ge order till högkvarteret. Detta var första gången under krigen som regeringen ansåg sig kunna kommendera högkvarteret. Under intermezzot var Ekberg förbindelseofficer och fick föra talan för statsministern och försvarsministern. Genom sina insatser befordrade överbefälhavare Gustaf Mannerheim Ekberg till generalmajor.
Som militär lärare var Ekberg verksam i Sandhamn 1919, Fredrikshamn 1920 och 1922 samt 1928 vid Riihimäkis informationsofficerskurser. Han var lärare vid Helsingfors informationskurs 1924, Tuusulas särskilda informationskurs 1925 och vid kurirkurserna 1924 samt 1928. 1920–1923 var Ekberg verksam vid arméns informationsutbildning. Han var lärare inom informationsteknik vid krigshögskolan 1931–1935, lärare vid försvarsmaktens officersskola 1931–1933 samt var lärare vid krigshögskolans 2. luftofficerskurs 1934–1935.
Därutöver var Ekberg skribent vid flera finska militära tidningar. Han pensionerades från armén 1954. Ekberg var gift med Kerttu Maria Simolin-Riihimäki.